# Carrousel à bagages
Pour les articles homonymes, voir Carrousel.

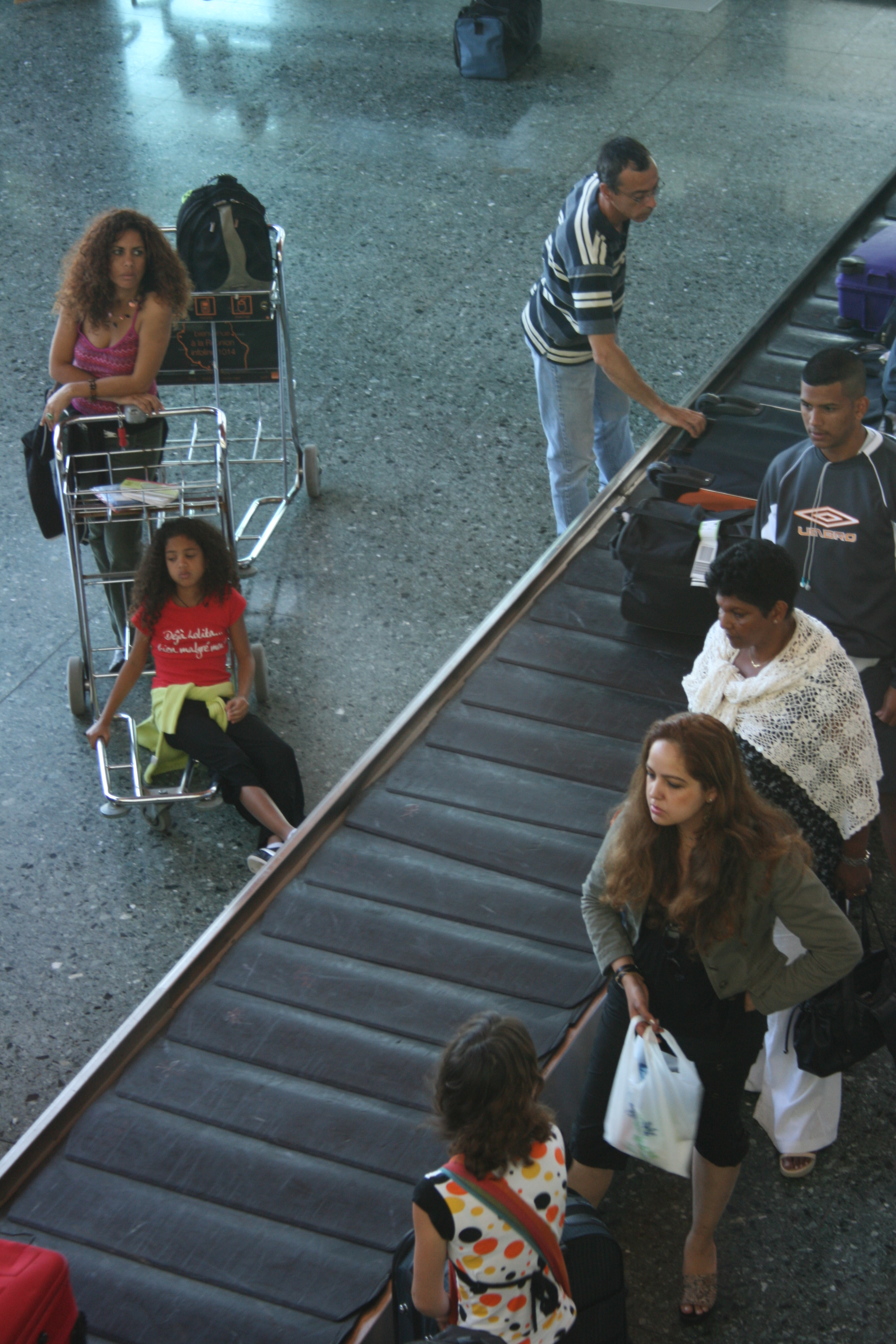
Des passagers en provenance de Paris-Orly attendant leurs bagages sur un carrousel de l'aéroport de la Réunion.

Un tapis roulant à bagages, ou  carrousel à bagages (au Canada), est une installation de transport fixe qui assure la circulation des bagages sous les yeux des passagers venant de débarquer des avions, dans les halls d'arrivée des aéroports équipés. Placés par un bagagiste, les valises et autres sacs ayant voyagé en soute parcourent une boucle sans fin de quelques dizaines de mètres sur un tapis roulant progressant à faible vitesse, de telle sorte que les propriétaires puissent les récupérer sans effort et sans trop se bousculer les uns les autres.

## Présentation

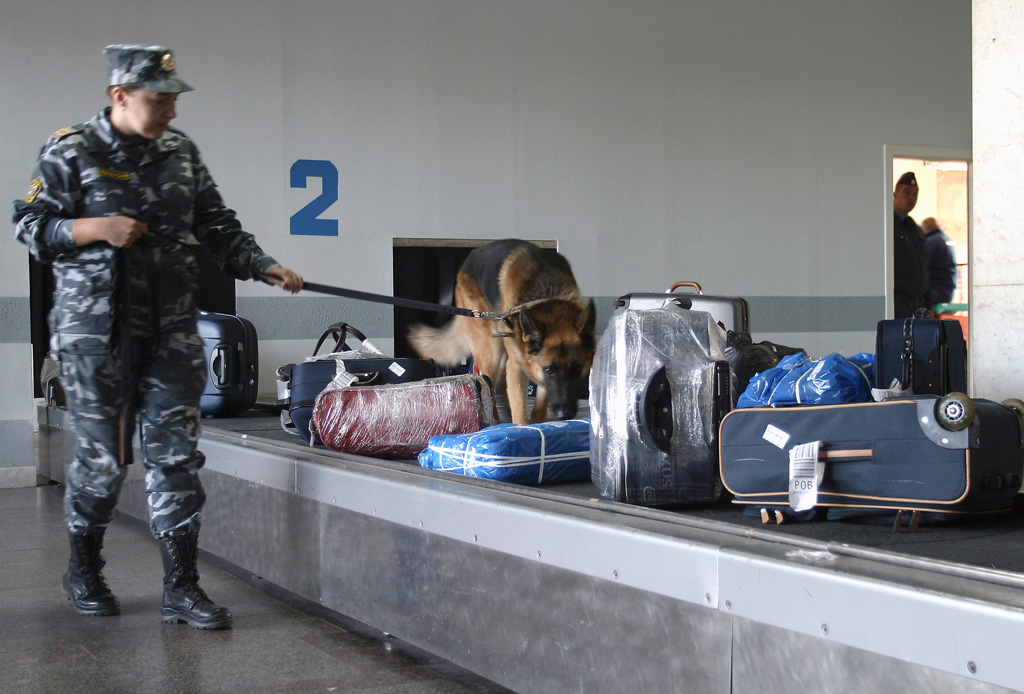
Contrôle des bagages à l'aéroport de Rostov-sur-le-Don, 12 octobre 2007.

Il en existe deux types principaux :
1. Type horizontal : les tapis sont horizontaux, les bagagistes, isolés des passagers par un mur, placent les bagages directement sur le tapis ;
2. Type incliné : les tapis sont inclinés vers le haut, les bagagistes placent les bagages dans une pièce particulière de l'aéroport, les bagages arrivent par un tapis roulant situé au centre du carrousel et tombent sur les tapis roulants inclinés.

Les propriétaires des bagages s'en vont ensuite subir le contrôle des douanes, avant d'accéder à la partie publique de l'aérogare communiquant avec l'extérieur.